# ラバーキャロッツ
ラバーキャロッツ（LOVER CALLOTS）は男性2人によって構成される日本の音楽ユニット。2002年に結成し、2004年に東芝EMIよりメジャー・デビュー。現在は活動を停止している。

## メンバー
TAMAc（タマちゃん）
ボーカル、ギター担当。2006年からは本名である玉手ゆういち名義にてソロ活動を、2010年からはUNISTのメンバーとして活動している。
GURI（グリ）
ベース、コーラス担当。

## 作品

### シングル
1. 簡単に言うと 今 池袋（2004年3月10日）EXSD RECORDINGS
  1. 簡単に言うと 今 池袋
2. ピエロ （2004年6月16日）
  1. ピエロ
  2. 紅
  3. シングルステッチ (instrumental)
3. 想像もつかない僕らの日々（2004年9月29日）
  - TBS系『COUNT DOWN TV』2004年9月度エンディングテーマ

  1. 想像もつかない僕らの日々
  2. 口実
  3. 放課後ルーズリーフ (instrumental)
4. 瞳の奥の物語（2005年8月31日）
  1. 瞳の奥の物語
  2. 終わらない旅
  3. 水面 (inst)

### アルバム
1. おしゃれクエスト （2003年11月26日）
  1. ラバーキャロッツのテーマ
  2. ONE
  3. 意味などなくて
  4. 禁煙席
  5. ながぐつ
  6. ときどき
  7. DM7
2. 悪戯スキャット （2004年11月3日）
  1. 透 (クリア)
  2. 慌ててるフライデー
  3. 結末は無口に
  4. ピエロ
  5. 銀のカスタネット
  6. 窓からいつも
  7. 口実
  8. 簡単に言うと 今 池袋
  9. 紅
  10. 歩道橋
  11. 想像もつかない僕らの日々
  12. リミッター
  13. 夏風邪ぶるーす